# Даг: специальная миссия
«Даг: Специальная миссия» (англ. Dug’s Special Mission) — короткометражный анимационный фильм режиссёра Рони дел Кармэн от студии Pixar, премьера которого состоялась в 2009 году. Фильм стал дополнением к диску с полнометражным мультфильмом Pixar «Вверх» и рассказывал об эпизоде из жизни пса Дага — одного из героев полнометражного мультфильма.

## Сюжет
У Дага день рождения, и он мечтает, чтобы это был самый счастливый день в его жизни. Даг разглядывает цветок, а в это время три других собаки (Альфа, Бета, Гамма) проносятся мимо, пытаясь поймать птицу. Даг желает чем-нибудь помочь им, и Альфа даёт ему задание, «специальную миссию»: сторожить огромный камень, чтобы он не двигался с места. Понятно, что это всего лишь предлог, чтобы отделаться от мешающего им Дага, но Даг подходит к миссии весьма серьёзно: он следит за камнем, но задевает один маленький камешек, из-за которого огромный камень сваливается и чуть не убивает Альфу, Бету и Гамму.
Тогда три собаки дают ему новое поручение: следить за любимой дыркой птицы, но и это не получается у Дага: он проваливается вниз из-за зыбучих песков и в итоге падает на головы трех псов.
Далее продолжается то же: какое бы простое или бессмысленное задание ни дал Альфа Дагу, по воле случайности он всё портит. В конце концов, терпение Альфы не выдерживает, и он высказывает Дагу всё, что он о нём думает, в частности, что он плохой пёс. Обиженный Даг уходит, повторяя, что это худший день рождения в его жизни.
Заканчивается мультфильм, однако, хорошо. Даг встречает своих новых хозяев — главных героев мультфильма «Вверх» Карла и Рассела.

## Роли озвучивали
- Боб Питерсон — Даг, Альфа
- Делрой Линдо — Бета
- Джерами Рэнфт — Гамма
- Эдвард Аснер — Карл Фредриксен
- Джордан Нагаи — Рассел